# Comarca de Itaporanga (Paraíba)
A Comarca de Itaporanga é uma comarca de segunda entrância com sede no município de Itaporanga, no estado da Paraíba, Brasil.
São termos da Comarca de Itaporanga, os municípios de São José de Caiana, Serra Grande, Diamante, Boa Ventura, Curral Velho e Pedra Branca.
No ano de 2016, o número de eleitores inscritos na referida comarca foi de 45 576.